# 빈블라스틴
빈블라스틴(Vinblastine) 또는 상표명 벨반(Velban)은 화학요법 약물로, 여러 유형의 암을 치료하기 위해 일반적으로 다른 약물과 함께 사용된다. 치료 질병에는 호지킨 림프종, 비소세포폐암, 방광암, 뇌암, 흑색종 및 고환암이 있다. 정맥 주사로 투여된다. 세포 분열을 저해함으로써 작용한다.
1958년에 분리되었다. 주류 의약품으로 개발된 천연 약초 치료제의 예로, 원래 일일초(Catharanthus roseus)에서 얻었다. WHO 필수 의약품 목록에 기재되어 있다.

## 약리학
빈카 알칼로이드로, 빈크리스틴과 화학적으로 유사하다. 튜불린 중합을 억제한다. 빈블라스틴, 블레오마이신, 메토트렉세이트 (VBM) 화학요법은 초기 호지킨 림프종 환자에게 효과가 있다.

### 작용 기전
낮은 농도에서 미세소관 역학을 억제하고, 높은 농도에서 미세소관의 마이너스 말단과 중심체의 부착을 불안정하게 해 미세소관 파편을 생성한다.

### 약물동태학
P-당단백질과 결합해 뇌 흡수가 제한적이다.

## 부작용
대부분의 사람들은 약간의 부작용을 경험한다. 일반적으로 감각 변화, 변비, 쇠약, 식욕 부진, 두통을 유발한다. 심각한 부작용으로는 낮은 적혈구 수와 호흡곤란이 있다. 세균 감염이 있는 사람에게 투여해서는 안 된다. 임신 중에 사용하면 아기에게 해를 끼칠 수 있다. 부적절한 투여로 정맥에서 빠져나오면 광범위한 조직 손상과 수포를 일으킬 수 있다.

## 분리 및 합성
일일초는 빈블라스틴의 유일한 생물학적 생산자이나, 생합성 경로는 완전히 알려지지 않았다. 실험실에서 빈블라스틴을 합성하기 위해서는 샤플리스 에폭시화를 통해 C20의 입체화학을 정하고, 연이은 반응으로 C16과 C14의 입체화학을 확립한다. 합성법의 전체 수율은 22%이다.

## 역사
로버트 노블과 찰스 비어는 일일초에서 처음 빈블라스틴을 분리했다. 빈블라스틴의 화학요법제로서의 가능성은 일일초의 항당뇨 효과를 연구하기 위해 동물에 식물 추출물을 투여했을 때 제시되었다. 1965년에 FDA 승인을 받았다.